# Stan Lee
Pour les articles homonymes, voir Lee.
Cet article possède un paronyme, voir Stac Lee.
Stanley Lieber, dit Stan Lee, né le 28 décembre 1922 à New York et mort le 12 novembre 2018 à Los Angeles, est un scénariste de bande dessinée, éditeur et producteur américain de comics.
Son nom est associé à Marvel Comics, une maison d'édition pour laquelle il a imaginé de nombreux personnages de super-héros. Il se surnommait lui-même « Stan the Man ».
Stan Lee est — avec des dessinateurs comme Jack Kirby et Steve Ditko — le cocréateur de plusieurs milliers de personnages qui sont le fondement de l'univers Marvel. À compter des années 1960, le succès de ses séries a permis l'ascension de Marvel Comics, passée avec le temps du rang de petite société d'édition à celui de groupe industriel multimédia. Il est aussi reconnu pour avoir contribué à ce que les comics américains s'émancipent d'un registre artistique à l'origine réservé à un lectorat pour la jeunesse, pour atteindre tous les publics.
Après son départ de Marvel, il crée en novembre 2001 un nouveau studio, nommé POW! Entertainment. Demeuré associé à Marvel en tant que symbole historique de l'entreprise, il est crédité comme producteur délégué de la plupart des adaptations audiovisuelles des comics mettant en scène ses personnages.
Dans les dernières années de sa vie, dès le début des années 2000, et principalement après la création de l'univers cinématographique Marvel et le rachat de Marvel par Disney en 2009, Stan Lee fait des apparitions dans chacune des œuvres produites sur ses personnages, avec des caméos.

## Biographie

### Famille
Stanley Lieber, né en 1922 à New York, est un fils d'immigrants roumainsjuifs venus s’installer aux États-Unis. Il grandit dans le quartier de Washington Heights durant la Grande Dépression. D’origine très modeste, en parallèle de ses études à la DeWitt Clinton High School, une école secondaire du Bronx, il enchaîne les petits boulots pour aider sa famille.

### Jeunesse et débuts
Alors qu'il est encore mineur, Stan Lee commence à travailler dès 1940 comme assistant, homme à tout faire, puis rédacteur pour l'éditeur de bandes dessinées bon marché (pulps) Timely Comics, avec le soutien de son oncle Robbie Solomon. Le patron de Timely Comics, Martin Goodman, est un de ses cousins par alliance. D'un naturel bavard et persévérant, il se retrouve vite sous l'autorité de Joe Simon et Jack Kirby, les dessinateurs vedettes de Timely Comics. Il sert les cafés, apporte les sandwichs, mais effectue aussi de petits travaux sur les planches avant publication.
Sa première œuvre publiée est une page de texte datée de 1941 dans le comics Captain America. À l’époque, les comics comportaient deux pages rédigées, ce qui permettait de bénéficier d’un tarif postal préférentiel, et les auteurs n'avaient aucun problème à en déléguer la rédaction, puisqu'ils pensaient qu’elles n’étaient pas lues. Très vite, il utilise le pseudonyme « Stan Lee » (qui dérive de son vrai nom), ayant pour projet de réserver « Stanley Martin Lieber pour le grand roman que je n’ai jamais écrit ». Bien vite, il devient scénariste à part entière. Travailleur passionné, il rédige des scripts des séries dessinées à la chaîne, et sous différents pseudonymes, afin de laisser croire que Timely Comics emploie un grand nombre de scénaristes. Puis, à la suite du départ de Jack Kirby et Joe Simon (à cause d’un désaccord avec Martin Goodman sur leur rémunération), Lee devient le rédacteur en chef de Timely, à moins de 20 ans.

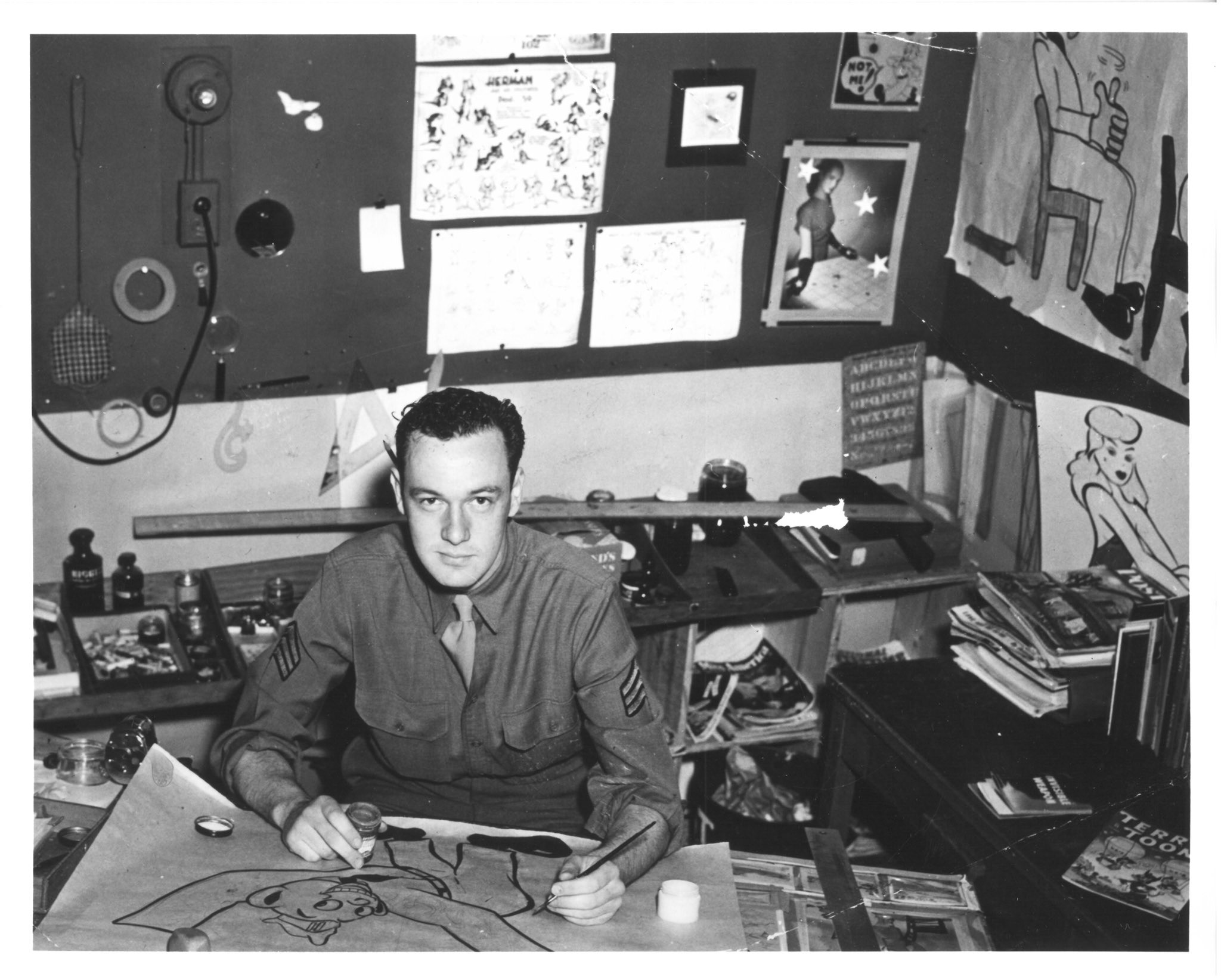
Stan Lee sous les drapeaux (entre 1942 et 1945).

En novembre 1942, Stan Lee est appelé sous les drapeaux. Il est cantonné en Caroline du Nord puis dans l'Indiana, où il dessine des documents pédagogiques comme des posters pour prévenir la syphilis. Il est aussi l'un des neuf appelés américains à servir comme auteur dramatique.
Après la guerre, l'industrie des comics traverse une crise et Timely connaît différents échecs dans les années 1950. Les comics étant accusés de favoriser la délinquance juvénile, les ventes de comics de super-héros accusent une baisse notable. Timely Comics, devenu Atlas Comics en 1951, tente également d’affronter une crise concernant sa structure de distribution des numéros. Malgré les problèmes, Stan Lee reste fidèle au poste : il écrit des scénarios de comics dans tous les genres en vogue (romance, guerre, fantastique, western et science-fiction) en se consacrant aux titres les plus vendeurs, attendant un hypothétique retour en grâce. À la fin des années 1950, il devient las de son travail et songe à démissionner après vingt ans de bons et loyaux services. À l'époque, il est l’un des derniers salariés à travailler à plein temps pour Martin Goodman.

### L'Âge d'or Marvel
Au début des années 1960, l'éditeur concurrent DC Comics relance le genre des comics de super-héros avec succès. Martin Goodman, souhaitant profiter de cette tendance, demande à Stan Lee de créer leur propre équipe de super-héros pour Marvel Comics (le nouveau nom de l'éditeur succédant à Atlas Comics et Timely Comics).

Logotype de Marvel Comics.

En 1961, Stan Lee et Jack Kirby (que Lee a fait revenir en 1958) créent la série Les Quatre Fantastiques (Fantastic Four) qui révolutionne les bandes dessinées de super-héros de l'époque ; la structure des récits est en effet plus adulte, en rupture avec les habitudes narratives classiques. Les personnages sont aux prises avec des problèmes personnels divers (sentimentaux, financiers), se chamaillent et usent éventuellement de l'argot. Le succès n’est pas immédiat, mais se consolide au fil du temps, Les Quatre Fantastiques devenant la plus longue série éditée par Marvel, jusqu’en 2011. Portée par l'imagination sans limite de Kirby et le sens du soap opera de Lee, Les Quatre Fantastiques deviendra « culte » et fera de Marvel l'un des leaders du marché.
Dans la foulée, Lee et Kirby multiplient les créations qui suivent souvent la même recette : Hulk (1962), Thor (1962), X-Men (1963), Les Vengeurs (Avengers, 1963). Avec les dessinateurs Steve Ditko, Don Heck ou encore Bill Everett, Lee donnera naissance à d’autres séries de super-héros qui connaîtront eux aussi le succès : Spider-Man (1962), Iron Man (1963), Docteur Strange (1963) ou Daredevil (1964), et qui symboliseront l'âge d'argent des comics.
Ces personnages humains, faillibles, sont parfois torturés et souvent craints par la population, ce qui tranche résolument avec les super-héros « positifs » de DC Comics (Superman, Wonder Woman, etc.). Parmi ses héros, Stan Lee déclarera avoir une certaine faiblesse pour la Chose (The Thing), un personnage rendu prisonnier de son corps de pierre et objet de beaucoup de questions existentielles. Certains personnages négatifs (les « super-vilains ») sont, eux aussi, en proie à des questions existentielles et des souffrances personnelles qui les rendent plus humains et faillibles, tel l'Homme-sable dont les mauvaises actions sont motivées par la nécessité de trouver de l'argent pour soigner sa petite fille malade, ou le génie du mal et savant mégalomane le Docteur Fatalis.
Cocréateur de la majorité des personnages, Stan Lee s'occupe aussi du courrier des lecteurs, des revues et du matériel rédactionnel. Entouré d'une équipe de dessinateurs de grand talent (principalement Jack Kirby et Steve Ditko, puis John Romita, Gene Colan, etc.), il leur délègue progressivement la construction des intrigues, se réservant l'écriture des dialogues. Cette méthode, qui fait des dessinateurs les coscénaristes des revues qu'ils dessinent, permet d'obtenir des récits dynamiques, axés sur le dessin et l'action. Le rôle de coscénariste des dessinateurs n'est cependant pas reconnu et tous les personnages qu'ils contribuent à créer demeurent la propriété de Marvel.
Dans les années 1980, Jack Kirby, en conflit avec son ancien éditeur au sujet de la propriété de ses planches originales, reproche vivement à Stan Lee ses méthodes de travail et le fait de s'être approprié certaines de ses idées.

### Ambassadeur Marvel

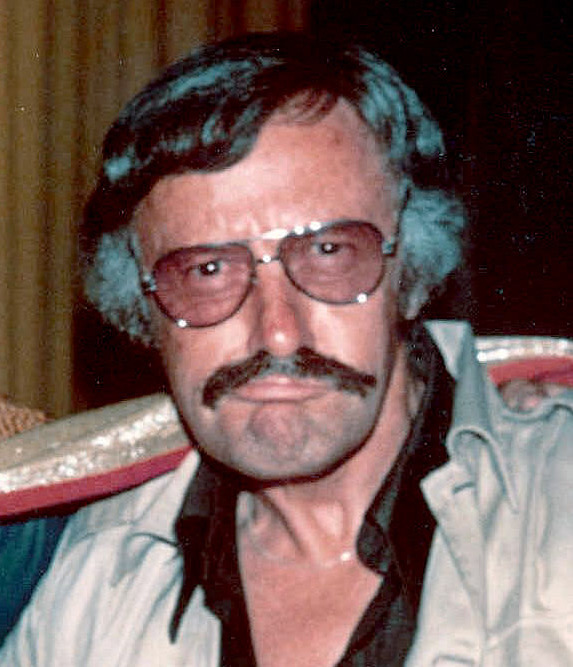
Stan Lee en 1975.

Dans les années 1970, Stan Lee abandonne progressivement l'écriture de scénarios et la gestion éditoriale des revues. Confiant ses personnages à une équipe de jeunes auteurs qu'il a formés (Roy Thomas, Gerry Conway, Len Wein…), il se consacre à des tournées dans les universités et aux relations avec la presse pour faire connaître l'univers Marvel. Il supervise également plusieurs adaptations télévisées de ses super-héros, telles que les séries Spider-Man ou L'Incroyable Hulk. Il participe ainsi à une quinzaine de projets de films, dessins animés et séries télévisées mettant en scène les héros Marvel à l'écran, bien que tous ces projets ne se concrétisent pas à chaque fois.

### Indépendance
À la fin des années 1990, le groupe Marvel traverse une grave crise financière et renégocie le contrat qui le lie à Stan Lee. À cette occasion, Lee perd l'exclusivité qui le liait à Marvel. S'il conserve un titre de producteur exécutif sur les films adaptés de ses personnages (Spider-Man, X-Men…), il peut dès lors initier des projets pour d'autres éditeurs. Il coécrit ainsi la collection Just Imagine pour DC Comics, réinventant les héros de l'éditeur concurrent principal de Marvel (Superman, Batman…).

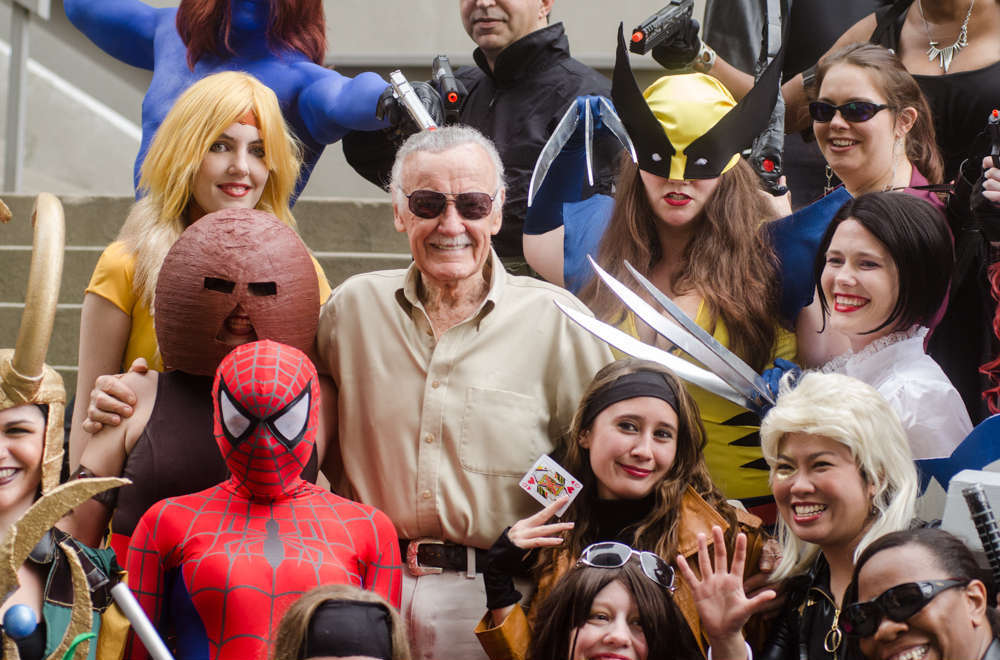
Stan Lee entouré de cosplays de ses personnages lors de la DragonCon 2012.

En 1998, il fonde Stan Lee Entertainment pour la création d'œuvres sur Internet, mais la société fait faillite en décembre 2000. Il monte alors en 2001 la structure de production POW! Entertainment, qui développe des projets pour la télévision ou le cinéma. En 2008, il crée même une nouvelle ligne de comics pour l'éditeur indépendant Boom Studios, créant et supervisant trois séries, animées ensuite par des auteurs comme Paul Cornell ou Mark Waid. Le 3 avril 2008, Disney et POW! Entertainment signent un contrat pour la production de trois films. 
En 2009, il se lance dans le manga en créant Heroman — qui sera adapté en dessin animé — et il scénarise le manga Ultimo avec Hiroyuki Takei.
Stan Lee demeure cependant lié à Marvel, pour qui il écrit ponctuellement des épisodes spéciaux, tels que Stan Lee Meets Spider-Man (nommé aux Eisner Awards 2007) ou Fantastic Four: The Lost Adventure, d'après des planches de Jack Kirby prévues pour Fantastic Four #102. Le 1er janvier 2010, avec le rachat de Marvel Entertainment, Disney accroît son partenariat avec POW! Entertainment, le studio de Lee, et investit 2,5 millions de dollars dans le capital, soit 10 %.

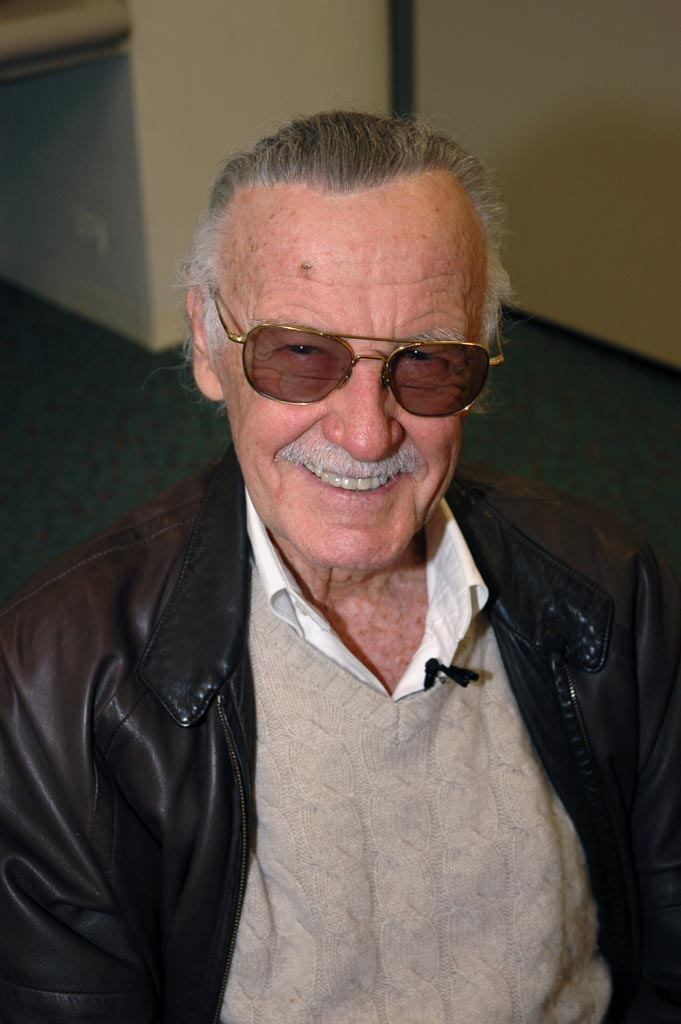
Stan Lee à la New York Comic Con 2011.

En 2011, il monte un projet de série animée avec Arnold Schwarzenegger, intitulée The Governator. Cependant, à cause du scandale lié aux infidélités conjugales de Schwarzenegger, les sociétés productrices se retirent du projet, qui est alors abandonné.
En dehors des comics et films Marvel, il participe au développement de la série télévisée britannique Lucky Man (Stan Lee's Lucky Man), diffusée dès 2016.

### Mort
Stan Lee meurt le 12 novembre 2018 à Los Angeles à l’âge de 95 ans, des suites d’une insuffisance cardiaque et respiratoire,. Selon le site média TMZ, il souffrait également d'une pneumonie par aspiration que le médecin légiste a considéré comme une « affection importante contribuant au décès ».
À l'annonce de sa mort, les principaux acteurs ayant interprété ses personnages au cinéma lui rendent hommage sur les réseaux sociaux, saluant le génie créatif et le scénariste révolutionnaire, notamment les acteurs Robert Downey Jr., Hugh Jackman, Mark Ruffalo, Chris Evans ou Tom Holland, mais aussi le scénariste Frank Miller, l'acteur de la saga Star Wars Mark Hamill, et même les éditions DC Comics, éternelles rivales de Marvel Comics, qui saluent notamment un homme qui « a changé notre façon de voir les héros ».

## Vie privée et personnalité
Stan Lee se marie le 5 décembre 1947 avec la top-modèle et actrice britannique Joan Boocock Lee (en) (née Boocock),. Celle-ci meurt le 6 juillet 2017 à 95 ans Bien que de multiples sources la citent comme ayant 93 ans au moment de sa mort, le General Register Office (en) britannique montre qu'elle avait, en fait, 95 ans. Le couple a eu deux filles, Joan Celia « J. C. » Lee (née en 1950) et Jan Lee, qui est morte trois jours après sa naissance en 1953,. Affaibli dans ses dernières années et affecté par la mort de sa femme Joan, Stan Lee continuait cependant d’apparaître régulièrement en public.
Dans un documentaire de 2010 lui étant entièrement consacré, intitulé With Great Power : The Stan Lee Story, il affirme : « Je ne rêvais pas de faire des comics étant enfant. Je voulais être acteur. Mon premier héros était Errol Flynn ».
Stan Lee avait pris l’habitude de signer ses tribunes dans les comics avec l'expression « Excelsior », une expression dont personne ne saurait ce qu’elle signifie, afin de se démarquer de ses concurrents qui reprenaient ses gimmicks. (« Que signifie "Excelsior" ? Plus haut et plus loin vers une gloire supérieure. C’est ce que je vous souhaite à chaque fois que je finis de tweeter. Excelsior ! »).

## Controverse

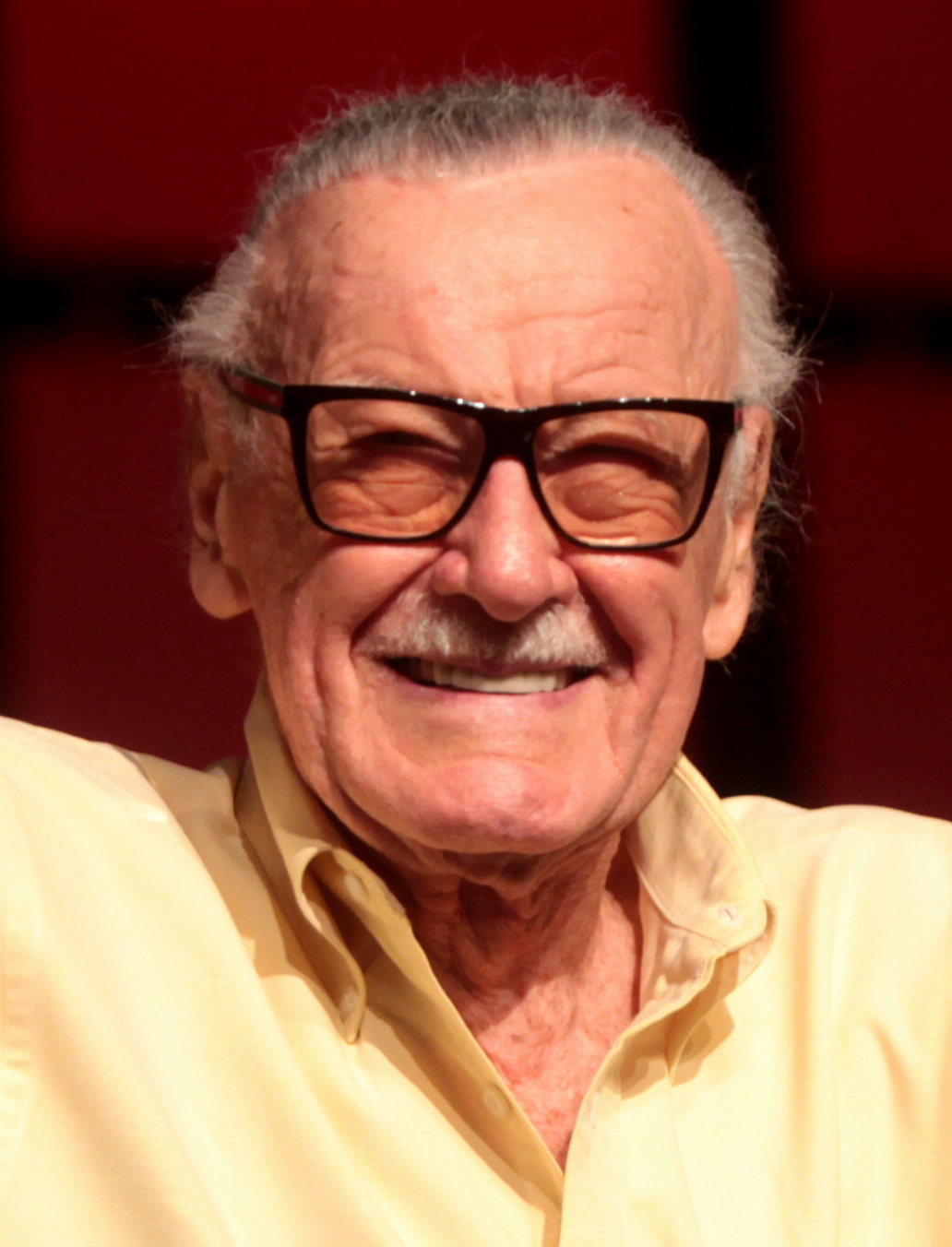
Stan Lee en 2014.

En avril 2018, une masseuse, Maria Carballo, porte plainte contre Stan Lee pour agression sexuelle, l’accusant notamment d’attouchements et réclamant au moins 50 000 dollars de dommages et intérêts. Les faits remonteraient à avril 2017, quand Stan Lee se rendit à Chicago pour une convention de comic-books. L’avocat de Stan Lee dément cette version, affirmant à propos de son client : « C’est une personnalité connue et je pense que c’est de l’extorsion [...] Il a 95 ans, je ne pense pas qu’il ferait ça. »

## Apparitions dans les œuvres de fiction Marvel

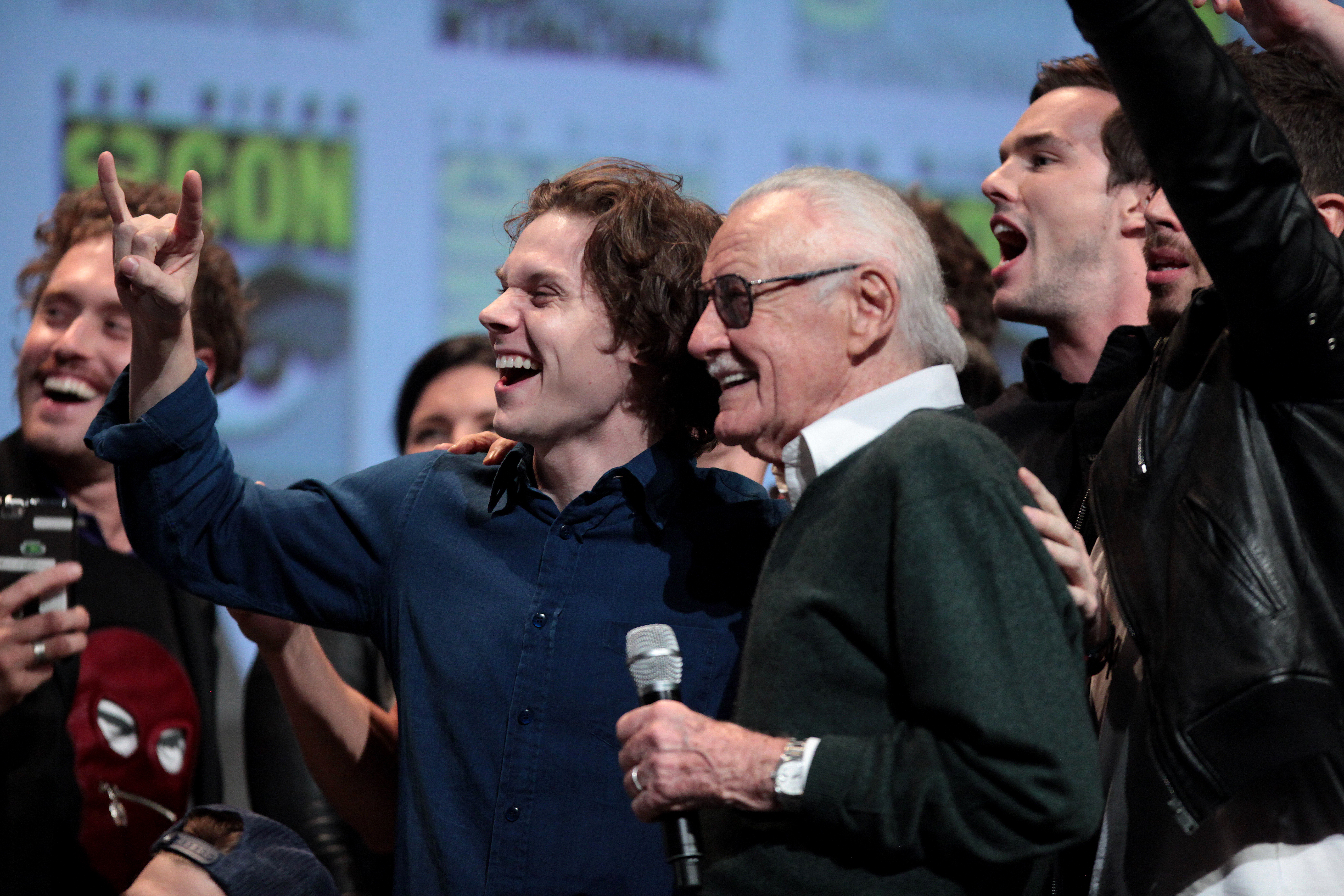
L'auteur entouré d'acteurs de l'univers cinématographique des X-Men, au San Diego Comic-Con 2015.

Stan Lee est le producteur délégué de plusieurs films ; il en profite pour faire des caméos (apparitions-éclair à la Alfred Hitchcock) dans la plupart des adaptations cinématographiques Marvel, ainsi que dans des séries télévisées liées aux super-héros Marvel,. Il apparaît dans tous les films de l'univers cinématographique Marvel et dans plusieurs de l'univers cinématographique des X-Men.
Ci-après la liste des apparitions de Stan Lee dans les films, séries télévisées et jeux vidéo Marvel :

### Cinéma et télévision

#### Années 1980 et 1990
- 1982 : L'Incroyable Hulk : le narrateur
- 1983 : Spider-Man et ses amis extraordinaires : le narrateur
- 1989 : X-Men: Pryde of the X-Men : le narrateur
- 1989 : Le Procès de l'incroyable Hulk : le juré Foreman
- 1994 : Les Quatre Fantastiques : lui-même
- 1997 : L'Incroyable Hulk : Cliff Walters (voix)
- 1998 : Spider-Man, l'homme-araignée : le narrateur

#### Années 2000
- 2000 : X-Men : un client avec une chemise bleue et un short rouge au stand du vendeur de hot-dogs sur la plage où apparaît le sénateur Robert Kelly (en) transformé en homme-méduse.
- 2002 : Spider-Man : l'homme terrifié qui parvient malgré tout à sauver une petite fille lors de la première apparition du Bouffon vert.
- 2003 : Daredevil : le passant imprudent lisant un journal alors qu'il traverse la rue, sauvé par le jeune Matt Murdock.
- 2003 : Hulk : le gardien discutant avec Lou Ferrigno.
- 2003 : Spider-Man : Les Nouvelles Aventures : Frank Nelson.
- 2004 : Spider-Man 2 : apparition lors d'une courte scène où il sauve une personne menacée de se faire écraser par des blocs de béton dans la rue. On le voit également traverser l'écran au ralenti derrière Peter Parker, après que ce dernier ait jeté le costume de Spider-Man.
- 2005 : Man-Thing : une affiche dans le bureau d'Eric Fraser, au commissariat.
- 2005 : Les Quatre Fantastiques : le facteur Willy Lumpkin.
- 2006 : X-Men : L'Affrontement final : l'homme en train d'arroser sa pelouse, voyant l'eau de son tuyau s'élever grâce aux pouvoirs de Jean Grey.
- 2007 : Spider-Man 3 : l'homme qui dit à Peter Parker : « Vous savez, je pense qu'une personne peut faire la différence… Tout est dit ! » et s'en va.
- 2007 : Les Quatre Fantastiques et le Surfer d'argent : lui-même, refoulé au mariage de Susan et Red Richards par l'agent de sécurité, qui refuse de croire qu'il est Stan Lee.
- 2008 : Iron Man : lui-même, confondu par Tony Stark avec Hugh Hefner, le créateur du magazine Playboy.
- 2008 : L'Incroyable Hulk : l'homme buvant une boisson au guarana contaminée par le sang de Hulk.
- 2008 : Spectacular Spider-Man (saison 2, épisode 1) : lui-même, en train de décharger des ordinateurs du port.

#### Années 2010
- 2010 : Black Panther : le général Wallace
- 2010 : The Super Hero Squad Show : le maire de Super Hero City
- 2010 : Iron Man 2 : un journaliste, confondu avec Larry King par Tony Stark.
- 2011 : Thor : l'homme qui détruit l'arrière de son pick-up en essayant de soulever Mjöllnir.
- 2011 : Captain America: First Avenger : l'officier disant : « Je l'imaginais bien plus costaud »
- 2012 : Avengers : lui-même ; il apparaît à la fin du film, passant dans un journal télévisé. « Des super-héros à New York ? N'importe quoi ! »
- 2012 : The Amazing Spider-Man : un bibliothécaire du lycée rangeant des livres en écoutant de la musique classique dans des écouteurs. Derrière lui se déroule un violent combat entre Spider-Man et Le Lézard, dont il ne se rend pas compte.
- 2012 : Ultimate Spider-Man (saison 1, épisodes 1, 2 et 18) : Stan, l'homme de ménage dans le lycée fréquenté par Peter Parker.
- 2013 : Hulk et les Agents du S.M.A.S.H. : le maire Stan
- 2013 : Phinéas et Ferb : Mission Marvel : le vendeur de hot-dogs (voix)
- 2013 : Avengers Assemble! : le futur Tony Stark
- 2013 : Iron Man 3 : un juge lors d’un concours de beauté, qui montre une pancarte affichant la note « 10 ».
- 2013 : Thor : Le Monde des ténèbres : le patient à l'hôpital psychiatrique qui demande à Erik Selvig de lui rendre sa chaussure.
- 2013 : Lego Marvel Super Heroes : contrôle maximum : le vendeur de hot-dogs (voix)
- 2014 : Marvel : Les Agents du SHIELD : le passager d'un train faisant la morale à l'agent Coulson.
- 2014 : Captain America : Le Soldat de l'hiver : le gardien de nuit du musée
- 2014 : The Amazing Spider-Man : Le Destin d'un héros : lui-même, assistant à une remise de diplôme et apercevant Peter Parker avec le masque de Spider-Man.
- 2014 : Les Gardiens de la Galaxie : vu par Rocket, qui dit de lui que c'est un « vieux pervers ».
- 2014 : Les Nouveaux Héros (film d'animation) : le père de Fred ; il apparaît sur une peinture ainsi que dans la séquence bonus du générique de fin.
- 2015 : Agent Carter : lui-même, lisant le journal alors qu'il se fait cirer les chaussures.
- 2015 : Daredevil : visible sur une photo encadrée et accrochée au mur dans un commissariat sous les traits d'un policier.
- 2015 : Jessica Jones : présent sur une affiche dans un commissariat de police, sous les traits d'un policier[22].
- 2015 : Avengers : L'Ère d'Ultron : un vétéran de l'armée à la fête organisée par les Avengers.
- 2015 : Ant-Man : un barman se faisant questionner sur une femme.
- 2016 : Deadpool de Tim Miller : le disc jockey du club de strip-tease.
- 2016 : Lucky Man (Stan Lee's Lucky Man) : lui-même, effectuant des dédicaces dans une boutique.
- 2016 : Captain America: Civil War : le livreur qui apporte à Tony Stark une lettre de Captain America ; il écorche au passage le nom de Stark.
- 2016 : X-Men: Apocalypse : un vieil homme regardant le ciel avec sa compagne.
- 2016 : Luke Cage : visible sur une affiche avec la mention « See a crime? Report it! »
- 2016 : Doctor Strange : un passager du bus
- 2017 : Iron Fist : visible sur une affiche de recrutement du NYPD avec la mention « Be proud ».
- 2017 : Les Gardiens de la Galaxie Vol. 2 : l'astronaute dans l'espace discutant avec Uatu le Gardien (référence à Captain America: Civil War)
- 2017 : Spider-Man: Homecoming : Gary, un des habitants hostile à Spider-Man
- 2017 : The Defenders : visible sur une affiche du NYPD et dans la bande-annonce du film.
- 2017 : The Gifted (épisode 1) : l'homme qui sort d'un bar
- 2017 : Thor : Ragnarok : le coiffeur qui coupe les cheveux de Thor.
- 2017 : Runaways (épisode 6) : le chauffeur
- 2018 : Black Panther : un joueur à une table de jeux
- 2018 : Avengers: Infinity War : le conducteur de bus de la sortie scolaire de Spider-Man.
- 2018 : Deadpool 2 de David Leitch : lui-même, sous forme de peinture urbaine dans le film et en personne dans le premier teaser, complimentant Deadpool sur son costume
- 2018 : Cloak and Dagger (saison 1 épisode 9) : visible sur une peinture[23]
- 2018 : Ant-Man et la Guêpe : un homme qui a sa voiture garée qui a rétréci.
- 2018 : Venom : un homme qui promène son chien à la fin du film
- 2018 : Spider-Man: New Generation de Peter Ramsey, Bob Persichetti et Rodney Rothman : lui-même, donnant le costume de Spider-Man à Miles Morales[24],[25]
- 2019 : Captain Marvel : un passager du métro lisant le script de Les Glandeurs ; il fait un bref sourire à Carol Danvers.
- 2019 : Avengers: Endgame : le vieil homme dans sa voiture avec sa femme dans le New Jersey en 1970.

### Jeux vidéo
- 2000 : Spider-Man : le narrateur
- 2001 : Spider-Man 2 : La Revanche d'Electro : le narrateur
- 2009 : Marvel: Ultimate Alliance 2 : le sénateur Lieber (voix)
- 2009 : Marvel Super Hero Squad : le maire de Super Hero City
- 2010 : Spider-Man : Dimensions : le narrateur
- 2012 : The Amazing Spider-Man : pour la première fois, Stan Lee est un personnage jouable
- 2013 : Lego Marvel Super Heroes : Stan Lee est un personnage jouable et possède certains pouvoirs de Mister Fantastic, de Spider-man, de Jean Grey, de Hulk, et un mélange des pouvoirs de Cyclope et de la Torche Humaine, etc.
- 2013 : Marvel Heroes : l'agent Lee
- 2014 : The Amazing Spider-Man 2 : lui-même
- 2018 : Marvel's Spider-Man : Mick, le patron du bar Mick's Diner
- 2018 : Lego Marvel Super Heroes 2 : Personnage à sauver lors de chaque niveau
- 2020 : Marvel's Spider-Man: Miles Morales : Mick, le patron du bar Mick's Diner, représenté sous la forme d'une statue géante
- 2023 : Marvel's Spider-Man 2 : Mick, le patron du bar Mick's Diner, représenté sous la forme d'une statue géante

## Autres apparitions et représentations

### Cinéma
- 1973 : L'An 01 de Jacques Doillon : la voix off de Wall Street
- 1990 : L'Ambulance de Larry Cohen : lui-même
- 1995 : Les Glandeurs de Kevin Smith : lui-même[26]
- 2000 : Citizen Toxie: The Toxic Avenger IV : le narrateur
- 2004 : Un mariage de princesse de Garry Marshall (réalisateur)
- 2014 : Les Nouveaux Héros de Don Hall et Chris Williams : le père de Fred (caméo post-générique)
- 2016 : Yoga Hosers de Kevin Smith
- 2018 : Teen Titans Go! to the Movies de Peter Rida Michail et Aaron Horvath : lui-même
- 2019 : Jay and Silent Bob Reboot de Kevin Smith : lui-même (images d'archives)

### Télévision
- 1989 : Les Muppet Babies (saison 6, épisode 6)
- Les Simpson :
  - 2002 : saison 13, épisode 18, « Papa furax » : représentation
  - 2014 : saison 25, épisode 10, « Le Mariage du blob » : lui-même
  - 2017 : saison 28, épisode 19, « Professeur Homer » : lui-même
- 2007 : Heroes (saison 1, épisode 16) : le chauffeur de bus[27].
- 2010 : The Big Bang Theory (saison 3, épisode 16) : lui-même
- 2010 : Nikita (saison 1, épisode 5) : Hank Excelsior
- 2010 : Entourage (saison 7, épisode 5)
- 2011 : Eureka (saison 4, épisode 13) : le docteur Lee
- 2012 : Chuck (saison 5, épisode 7) : lui-même, en tant qu'espion de la CIA
- 2012 : Robot Chicken
- 2013 : Video Game High School (saison 2, épisode 1) : le juge
- American Dad! : le narrateur
- 2017 : Bienvenue chez les Huang (saison 3, épisode 21) : lui-même
- Heroman (en) (durant plusieurs épisodes) : le client d'un bar[28].

### Clip musical
- 2011 : G33k & G4m3r Girls (en) de Team Unicorn (en).

## Distinctions et hommages

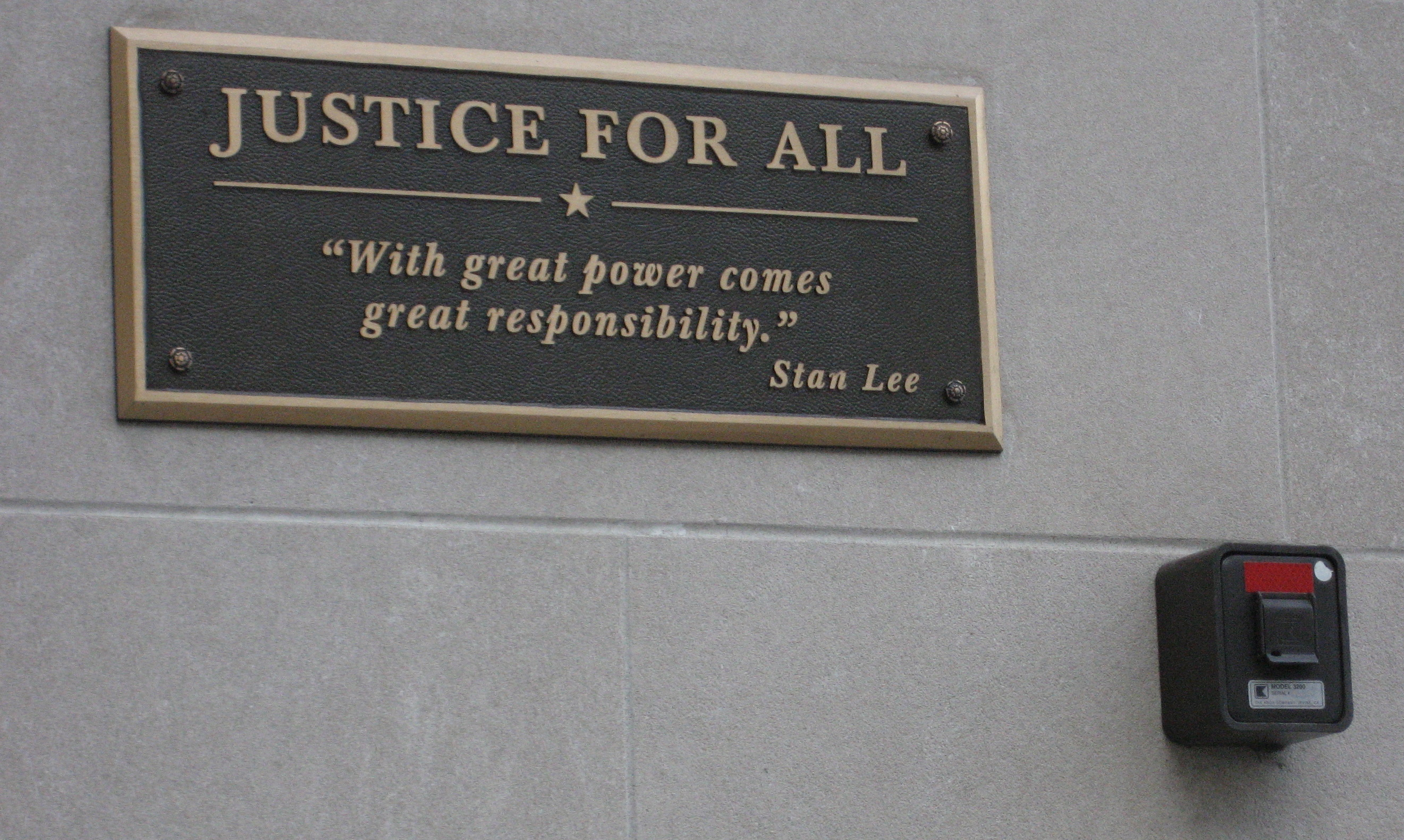
Plaque reprenant une célèbre citation de Stan Lee
(« With great power there must also come -- great responsibility. », littéralement « Un grand pouvoir, implique de lourdes responsabilités. »)
affichée au State Attorney General Building de la ville de Providence dans l’État de Rhode Island.

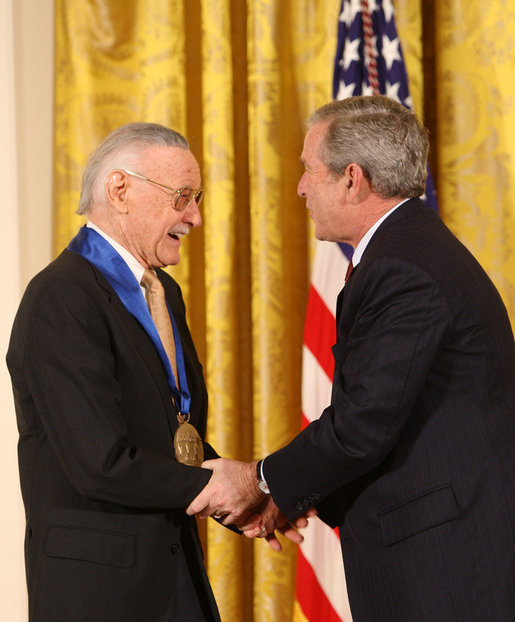
Stan Lee félicité par le président des États-Unis George W. Bush alors qu'il reçoit la National Medal of Arts en 2008.

- 1963 : prix Alley de la meilleure histoire courte pour « Origin of Spider-Man », parue dans Amazing Fantasy #15 (avec Steve Ditko).
- 1964-1969 : prix Alley du meilleur éditeur et du meilleur scénariste.
- 1964 : prix Alley de la meilleure histoire courte pour « The Human Torch Meets Captain America », parue dans Strange Tales #144 (avec Jack Kirby).
- 1965 : prix Alley du meilleur roman pour « Captain America Joins the Avengers », parue dans The Avengers #4 (avec Jack Kirby) ; prix de la meilleure nouveauté pour la série Captain America (avec Jack Kirby).
- 1966 : prix Alley de la meilleure histoire courte pour « The Origin of Red Skull », parue dans Tales of Suspense #66 (avec Jack Kirby).
- 1967 : prix Alley de la meilleure histoire complète pour « How Green was my Goblin », parue dans The Amazing Spider-Man #39 (avec John Romita, Sr.) ; prix de la meilleure série complémentaire pour « Tales of Asgard », parue dans The Mighty Thor (avec Jack Kirby).
- 1968 : prix Alley de la meilleure série complémentaire pour « Tales of Asgard » et « Tales of the Inhumans », parue dans The Mighty Thor (avec Jack Kirby).
- 1969 : prix Alley de la meilleure histoire complète (ex aequo) pour « Origin of the Silver Surfer », parue dans The Silver Surfer #1 (avec John Buscema) ; prix de la meilleure histoire courte pour « Today Earth Died », parue dans Strange Tales #168 (avec Jim Steranko) ; prix de la meilleure série complémentaire pour « Tales of the Inhumans », parue dans The Mighty Thor (avec Jack Kirby) ; prix de la meilleure nouveauté pour la série Le Surfeur d'Argent.
- 1970 : prix Alley de la meilleure histoire complète pour « ...And Who Shall Mourn for Him? », parue dans The Silver Surfer #5 (avec John et Sal Buscema).
- 1974 : prix Inkpot
- 1989 : prix Eisner de la meilleure mini-série pour Silver Surfer : Parabole (avec Mœbius).
- 1992 : prix Adamson (Suède) pour l'ensemble de son œuvre.
- 1994 : Temple de la renommée Will Eisner
- 1995 : Temple de la renommée Jack Kirby
- 2000 : prix d'honneur du festival international du film pour enfant de Burbank
- 2002 : Saturn Award d'honneur (Life Career Award)
- 2008 : National Medal of Arts
- 2009 : prix Scream spécial Comic-Con Icon
- 4 janvier 2011 : étoile sur le Hollywood Walk of Fame[1],[30].
- 2012 :
  - Prix d'honneur du festival du film de Savannah
  - Prix d'honneur de la Visual Effects Society
  - Prix Vanguard de la Producers Guild of America
- 2017 : Disney Legend

## Voix francophones
En France, Jean-Claude Montalban est le comédien français ayant le plus doublé Stan Lee, étant sa voix dans la quasi-intégralité du MCU, le film Venom et les films d'animation Les Nouveaux Héros et Spider-Man: New Generation. Pour le reste du MCU, Bernard Tiphaine est sa voix dans Marvel : Les Agents du SHIELD tandis que Jean-Luc Atlan le double dans Spider-Man: Homecoming.
Il a également été doublé par Gérard Surugue dans Spider-Man 2 : La Revanche d'Electro, Jean-Claude Sachot dans Les Quatre Fantastiques, Robert Planchet dans Spider-Man 3, Philippe Catoire dans The Amazing Spider-Man : Le Destin d'un héros, Benoît Allemane dans le documentaire With Great Power: The Stan Lee Story et par Achille Orsoni dans Deadpool.

## Initiales des personnages de Stan Lee
Dans l'épisode 16 de la saison 3 de la série télévisée The Big Bang Theory, une coïncidence amusante est soulevée par Rajesh Koothrappali : il remarque en effet que certains personnages créés par Stan Lee ont les initiales de leurs noms et prénoms (ou de leur nom de héros) identiques : Bruce Banner (Hulk), Doctor Doom (le pseudonyme de Victor Von Doom, le Docteur Fatalis en VF), Otto Octavius (le Docteur Octopus), Peter Parker (Spider-Man), Susan Storm (la Femme invisible), Matt Murdock (Daredevil), Reed Richards (Mr Fantastique), Scott Summers (Cyclope), Silver Surfer (le Surfer d'argent), Green Goblin (le Bouffon vert), Pepper Potts, Millie the Model, The Fantastic Four (Les Quatre Fantastiques), Happy Hogan (en), Curt Connors (le Lézard) (voire trois initiales, comme John Jonah Jameson, The Invincible Iron Man, Dum Dum Dugan ou Fin Fang Foom), etc.
L'explication donnée par Stan Lee est simple : ayant créé un univers relativement vaste de personnages, il a inventé cette astuce mnémotechnique pour se souvenir des noms de ses créations.
Cependant, on peut également voir cette utilisation avec de nombreux autres personnages de comics non inventés par Stan Lee ; par exemple dans l'univers DC (Lex Luthor, Lois Lane, Wonder Woman, voire phonétiquement avec Clark Kent, etc.) et plus généralement dans le monde du dessin animé et de la bande dessinée, notamment américains ou d'inspiration américaine (Krazy Kat, Donald Duck, Mickey Mouse, Bugs Bunny et Daffy Duck, Lucky Luke et Jolly Jumper, Peppa Pig, Rebecca Rabbit, Screwy Squirrel , etc.).